# Lillasjön (Härlunda socken, Småland)
Lillasjön är en sjö i Älmhults kommun i Småland och ingår i Helge ås huvudavrinningsområde. Sjön har en area på 0,12 kvadratkilometer och ligger 172 meter över havet. Sjön avvattnas av vattendraget Grettaån. Vid provfiske har abborre, gers och gädda fångats i sjön.

## Delavrinningsområde
Lillasjön ingår i det delavrinningsområde (626882-141675) som SMHI kallar för Inloppet i Femlingen. Medelhöjden är 172 meter över havet och ytan är 21,54 kvadratkilometer. Det finns inga avrinningsområden uppströms utan avrinningsområdet är högsta punkten. Grettaån som avvattnar avrinningsområdet har biflödesordning 2, vilket innebär att vattnet flödar genom totalt 2 vattendrag innan det når havet efter 191 kilometer. Avrinningsområdet består mestadels av skog (60 procent) och öppen mark (11 procent). Avrinningsområdet har 1,14 kvadratkilometer vattenytor vilket ger det en sjöprocent på 5,3 procent. Bebyggelsen i området täcker en yta av 0,9 kvadratkilometer eller 4 procent av avrinningsområdet.